# Psykos (musikalbum av Yung Lean & Bladee)
Psykos är det första gemensamma albumet för de svenska artisterna Yung Lean och Bladee. Albumet utgavs den 13 mars 2024 vid midnatt av World Affairs. Låtarna i albumet producerades av Palmistry och Silent Sky.
I ett pressmeddelande beskrivs albumet som "en bandskiva åt indierockhåll".

## Låtlista
Alla låtar är skrivna och komponerade av Yung Lean & Bladee. 
| Nr           | Titel                   | Producent(er)        | Längd |
| ------------ | ----------------------- | -------------------- | ----- |
| 1.           | Coda                    | Palmistry Silent Sky | 2:35  |
| 2.           | Ghosts                  | Palmistry Silent Sky | 3:00  |
| 3.           | Golden God              | Palmistry Silent Sky | 2:16  |
| 4.           | Still                   | Palmistry Silent Sky | 3:37  |
| 5.           | Sold Out                | Palmistry Silent Sky | 2:16  |
| 6.           | Hanging From The Bridge | Palmistry Silent Sky | 3:07  |
| 7.           | Enemy                   | Palmistry Silent Sky | 2:50  |
| 8.           | Things Happen           | Palmistry Silent Sky | 2:34  |
| Total längd: | Total längd:            | Total längd:         | 22:16 |